# Јанчићева буна
Јанчићева буна је српска побуна против турске власти у Босанском пашалуку, која се десила 1809. године у околини Градишке под вођством Јована Јанчића-Сарајлије. Поједини историчари повезују је с Првом машићком буном, па се због тога у неким извори поистовјећује са овом буном, која је избила 1806. године. Буна је избила под утицајем дешавања у устаничкој Србији. Циљ буне било је повезивање са устаницима у Србији. Због лоше организације буна је угушена неколико недјеља по избијању, а Јован Јанчић је изгубио живот на самом почетку буне.

## Историјска подлога
Након подизања Првог српског устанка у Смедеревском санџаку 1804. године, хајдучке акције су у великој мјери појачане и западно од ријеке Дрине на простору Босанске Крајине, у највећој мјери након велике српске побједе на Мишару током 1806. године. Поред великог броја домаћег становнштва које се одметнуло у хајдуке, под Козаром се налазио и одређен број хајдука из Србије. Свештеници и манастирска братства су у великој мјери допринијели буђењу народа и подизању нове буне. Такви су били поп Јово из Свињара, поп Никодим из Мачковца и монаси манастира Моштанице. Захваљујући њима дошло је до новог устанка у Босанском пашалуку познатог у историји као Јанчићева буна. У то вријеме по Босанској Крајини крстарио је сарајевски владика Бенедикт Краљевић са трговцем Јованом Јанчићем-Сарајлијом, чија је мисија била стварање једне устаничке организације у овом дјелу Босне, која би се касније повезала са устаничком Србијом. Јован Јанчић, трговац и пушкар из Сарајева је у периоду од 1806-1809. допремао оружје из Војне крајине, како би наоружао Србе између ријека Уне и Босне. Краљевић је у Босанску Крајину дошао у љето 1807. наводно да купи миро, а у ствари да припрема устанак. Слутећи нове немире турске власти су 1807. издале наредбу да се хришћанима на простору Бање Луке, Градишке и Дубице одузме оружје. Руска присутност у Влашкој и Молдавији у априлу 1807. додатно је охрабривала хришћане па је православним калуђерима наложено да у црквеним молитвама проповједају против руског цара Александра.

## Припрема буне
Током прољећа 1807. године аустријске власти су сазнале да су Срби у Босни спремни за дизање устанка. Међутим, иако је народ био спреман за подизање буне, вође устаничке организације су га одгађале и уз знатне потешкоће обуздавале народни покрет. За одгађање буне има више разлога, а један од главних јесте и недостатак олова и барута. Уз све то, Босанска Крајина се налазила далеко од устаничке Србије и између њих се налазио густ кордон муслиманских насеља у Спречи и Посавини.
У прољеће и љето 1808. вршене су посљедње припреме пред почетак буне. Око Јована Јанчића окупљали су се многи свештеници — поп Никодим, поп Јово и калуђери из Моштанице. Циљ ове организације, осим доласка у контакт са Србијом, био је и добијање подршке једне од великих сила. Тако су Јанчић и његови сарадници долазили у контакте са Француском, Аустријом и Русијом. Јанчић је говорио да би могао заузети Бању Луку за недељу дана када би имао довољно праха и олова. Подизање буне је због ових недостатака одложено за 1808. годину. Сљедеће 1808. настављене су припреме за буну. Турске власти су слутиле да се нешто спрема међу Србима, тако да су појачале терор над хришћанима Босанске Крајине. Срби Босанске крајине постајали су све нестрпљивији и били су спремни да се боре са Турцима. Пркос крајишких Срба био је толики да је један сељак 5. маја 1808. убио бањолучког капетана Салих-бега који је желио да спава са његовом женом.

## Буна
Према устаничком плану најприје је требало очистити Крајину од Турака, обезбједити границу према Аустрији на сјеверу и потом се спојити са Карађорђевим јединицама које су из Србије прелазиле у Босну. Иако је устаницима недостајало оружја, Јаничић није одустајао од својих намјера говорећи да ће подићи устанак. До окупљања устаничких чета дошло је 23. септембра 1809. године. Многа села Босанске Крајине била су спремна да се придруже устаницима. План устаника је био да се на препад заузму градови: Бања Лука, Градишка, Нови, Дубица, Дервента, Србац и други. Устанак је почео 25. септембра, тако што је сам Јован Јанчић убио једног угледног муслимана. Османске власти су биле спремне на устанак о чијем су евентуалном избијању већ прикупиле обавјештења од доушника међу хришћанима. Већ првог дана устанка, практично и прије него је преузео контролу над устанком, Јован Јанчић је ухапшен у својој кући и, након што су га иднетификовала двојица хришћана, по кратком поступку погубљен. Остали устаници заплашени и без стварног вође повукли су се у своја села. Једино су се држале Козара и Мотајица, гдје су устаници одолијевали турским нападима све до средине октобра.
Устанак је угушен до половине октобра 1809. У неким крајишким нахијама били су побијени сви православни свештеници без обзира да ли су учествовали у устанку. Архимандрит Манастира Моштаница Влајнић набијен је на колац. Зидине утврђених градова на Сави и Уни биле су „окићене“ главама завјереника, а многе одсјечене главе послате су у Травник. Дана 1. октобра 1810. на зидине Дубице окачено је 15 глава убијених свештеника. У злочинима над свештенством истицао се бањалучки Хасан-паша.
Ова буна је била посљедња буна у Босанској Крајини која је настала под утицајем устаничке Србије. Након њеног слома, до 1834. године и Поп Јовичине буне није било већих устанака Срба у Босни, док се одиграло неколико мањих буна.